# Brännträsk
Brännträsk este o arie protejată (arie specială de conservare — SAC, sit de importanță comunitară — SCI) din Suedia întinsă pe o suprafață de 80,1 ha, integral pe uscat.

## Localizare
Centrul sitului Brännträsk este situat la coordonatele 65°12′24″N 19°05′39″E / 65.2067°N 19.0943°E.

## Înființare
Situl Brännträsk a fost declarat sit de importanță comunitară în aprilie 2004 pentru a proteja un număr necunoscut de specii din flora spontană și fauna sălbatică aflate în arealul zonei. Situl a fost protejat și ca arie specială de conservare în martie 2011.

## Biodiversitate
Situată în ecoregiunea boreală, aria protejată conține 3 habitate naturale: Taiga vestică, Turbării Aapa, Lacuri și iazuri distrofice naturale.
La baza desemnării sitului se află un număr nedeclarat de specii protejate.